# Olympische Jugend-Sommerspiele 2014/Tennis
Bei den Olympischen Jugend-Sommerspielen 2014 in der chinesischen Metropole Nanjing wurden fünf Wettbewerbe im Tennis ausgetragen.
Die Wettbewerbe fanden vom 17. bis zum 24. August im Nanjing Sport Institute statt.

## Jungen

### Einzel
| Platz | Land | Spieler             |
| ----- | ---- | ------------------- |
| 1     | POL  | Kamil Majchrzak     |
| 2     | BRA  | Orlando Luz         |
| 3     | RUS  | Andrei Rubljow      |
| 4     | JPN  | Jumpei Yamasaki     |
| 5     | ARG  | Francisco Bahamonde |
| 5     | KOR  | Lee Duck-hee        |
| 5     | RUS  | Karen Chatschanow   |
| 5     | BEL  | Clément Geens       |

Die Finalspiele fanden vom 20. bis 23. August statt.

### Doppel
| Platz | Land    | Spieler                           |
| ----- | ------- | --------------------------------- |
| 1     | BRA     | Orlando Luz Marcelo Zormann       |
| 2     | RUS     | Karen Chatschanow Andrei Rubljow  |
| 3     | JPN     | Ryōtarō Matsumura Jumpei Yamasaki |
| 4     | POL     | Kamil Majchrzak Jan Zieliński     |
| 5     | HUN BEL | André Biró Clément Geens          |
| 5     | KOR     | Chung Yun-seong Lee Duck-hee      |
| 5     | ARG     | Francisco Bahamonde Matías Zukas  |
| 5     | PER     | Nicolás Álvarez Juan José Rosas   |

Die Finalspiele fanden vom 20. bis 24. August statt.

## Mädchen

### Einzel
| Platz | Land | Spieler              |
| ----- | ---- | -------------------- |
| 1     | CHN  | Xu Shilin            |
| 2     | BLR  | Iryna Schymanowitsch |
| 3     | LTU  | Akvilė Paražinskaitė |
| 4     | UKR  | Anhelina Kalinina    |
| 5     | HUN  | Fanny Stollár        |
| 5     | THA  | Kamonwan Buayam      |
| 5     | SVK  | Kristína Schmiedlová |
| 5     | RUS  | Darja Kassatkina     |

Die Finalspiele fanden vom 21. bis 24. August statt.

### Doppel
| Platz | Land    | Spieler                                   |
| ----- | ------- | ----------------------------------------- |
| 1     | UKR BLR | Anhelina Kalinina Iryna Schymanowitsch    |
| 2     | RUS     | Darja Kassatkina Anastassija Komardina    |
| 3     | LAT LTU | Jeļena Ostapenko Akvilė Paražinskaitė     |
| 4     | USA MEX | Sofia Kenin Renata Zarazúa                |
| 5     | PAR ECU | Camila Giangreco Campiz Doménica González |
| 5     | CZE     | Simona Heinová Markéta Vondroušová        |
| 5     | AUS     | Naiktha Bains Priscilla Hon               |
| 5     | HUN     | Anna Bondár Fanny Stollár                 |

Die Finalspiele fanden vom 19. bis 23. August statt.

## Mixed
| Platz | Land    | Spieler                                 |
| ----- | ------- | --------------------------------------- |
| 1     | SUI POL | Jil Teichmann Jan Zieliński             |
| 2     | CHN JPN | Ye Qiuyu Jumpei Yamasaki                |
| 3     | HUN POL | Fanny Stollár Kamil Majchrzak           |
| 4     | ROU ARG | Ioana Ducu Matías Zukas                 |
| 5     | BRA     | Luisa Stefani Orlando Luz               |
| 5     | PAR BRA | Camila Giangreco Campiz Marcelo Zormann |
| 5     | CZE BAH | Simona Heinová Rasheed Carey            |
| 5     | RUS     | Anastassija Komardina Karen Chatschanow |

Die Finalspiele fanden vom 22. bis 24. August statt.